# Maybach
Maybach-Motorenbau GmbH fou una empresa alemanya que fabricava motors per a zepelins i posteriorment cotxes de luxe. Fundada a Alemanya per Wilhelm Maybach i el seu fill Karl Maybach el 1909, la companyia pertany actualment a Daimler AG, juntament amb les marques Mercedes-Benz i Smart, i té la seua seu a Stuttgart. Entre 1921 i 1940, la companyia va fer vehicles per a gent adinerada i durant la Segona Guerra Mundial, la capacitat de producció i disseny fou emprada per a fins militars. Maybach va dissenyar i fabricar els motors de molts vehicles militars alemanys i també diversos vehicles blindats com els reeixits Panzer IV, Tiger I i el Panther.
La companyia també va fabricar motors dièsel resistents i pesats per a ús de la infanteria i el ferrocarril. Les famoses locomotores V200 (alemanya) i la British Rail Class 52 (britànica) duien motors Maybach.
En 1960, Daimler-Benz va comprar la gran majoria de les accions de Maybach i sis anys més tard, es fusionà Maybach-Motorenbau amb la branca de motors pesats de Daimler-Benz per constituir una nova companyia, Maybach Mercedes-Benz Motorenbau GmbH. El 1969 va esdevenir MTU Friedrichshafen.
Es va reprendre l'activitat de Maybach a principis del 2000 i va tornar al mercat el 2002 sota la direcció de Mercedes-Benz amb la idea de traure al mercat una gamma de cotxes de superluxe, per damunt de la sèrie S de Mercedes Benz i amb la idea de competir amb marques com Rolls-Royce i Bentley.
Es va desenvolupar un nou model amb dues variants - el Maybach 57 i el Maybach 62, on els números representen la llargària dels respectius models en decímetres. Els preus variaven entre els 400.000 euros i els 600.000 euros; pels seus processos de fabricació artesanal, les extenses opcions de personalització, els acabats de luxe, materials exòtics i exclusius i pel seu preu, entren a la gamma de cotxes de superluxe competint directament amb els models més exclusius de Bentley i Rolls-Royce. El 2005 es va afegir a la gamma el model 57S, amb un motor més potent i petits canvis estètics per a realçar l'esportivitat respecte al model 57. El 2007 es va llançar el model equivalent del 62 i més potent, el Maybach 62S. El 2008 va aparèixer el Maybach 62S Landaulet una limusina exclusiva amb places posteriors descapotables. El març de 2009 van traure les edicions limitades dels models 57 i 62: els Zeppelin, una picada d'ullet als temps daurats de la mítica marca alemanya.
Al novembre del 2011 el llavors president de la multinacional Daimler, Dieter Zetsche, anuncià que s'abandonava la comercialització de la marca Maybach l'any 2013, ja que en aquesta segona etapa de la seua vida, segons van reconèixer, mai va arribar a aconseguir les vendes marcades com a objectiu. D'aquesta manera la marca desapareix per segona vegada a la història.